# Lymphokine
Lymphokine sind eine Sammelbezeichnung für spezielle Zytokine. Die ursprüngliche Definition von Dumonde (1982) bezeichnete alle nicht-Antikörper-Proteine, die von aktivierten Lymphozyten produziert werden und als interzellulare Botenstoffe der Immunantwort wirken, als Lymphokine. Diese Definition ist in mehrerer Hinsicht problematisch und wird seit den 1990er-Jahren kaum noch verwendet.
Zwei bedeutende Stoffklassen, die zu den Lymphokinen gehören, sind die Interleukine und die Interferone. Die ersten Lymphokine wurden Mitte der 1960er-Jahre identifiziert, wobei der am besten untersuchte  Migration Inhibition Factor (MIF) gleichzeitig von John David und Barry Bloom beschrieben wurde.

## Kritik
Die Probleme mit Dumondes Definition sind, dass Proteine mit unterschiedlichen Funktionen zusammengefasst werden. Viele dieser Lymphokine werden von anderen Zellen als den Lymphozyten produziert oder haben andere Wirkungsorte. Nicht zuletzt ist die Definition wirbeltier-zentrisch: ähnliche Proteine in Wirbellosen fallen nicht darunter, weil sie nicht von Lymphozyten produziert werden.